# 王克 (1931年)
王克（1931年8月—），原名王茂法，男，江苏萧縣（今属安徽）人。中國人民解放軍上將。中共第十四届、十五届中央委员。

## 生平
1944年加入新四军，参加抗日战争。第二次国共内战时期跟随中国人民解放军第21军作战。1952年跟随21军赴朝参战，1958年回国，进沈阳高级炮兵学校学习。毕业后曾在北京炮校任职，后回兰州军区武威炮校，在军区和21军任职。20世纪80年代中期担任21军军长，后21军改为集团军，任中国人民解放军第21集团军首任军长。此后，先后担任新疆军区司令员、兰州军区司令员、沈阳军区司令员。1995年9月起任中央军委委员、总后勤部部长。2003年退役。